# Санковцы
Санко́вцы (укр. Санківці) — село в Клишковецкой сельской общине Днестровского района Черновицкой области Украины.
До 2020 года входило в Хотинский район
Через село протекает река Рынгач.
Население по переписи 2001 года составляло 984 человека. Почтовый индекс — 60025. Телефонный код — 3731. Код КОАТУУ — 7325088401.